# USATC-Klasse S 160

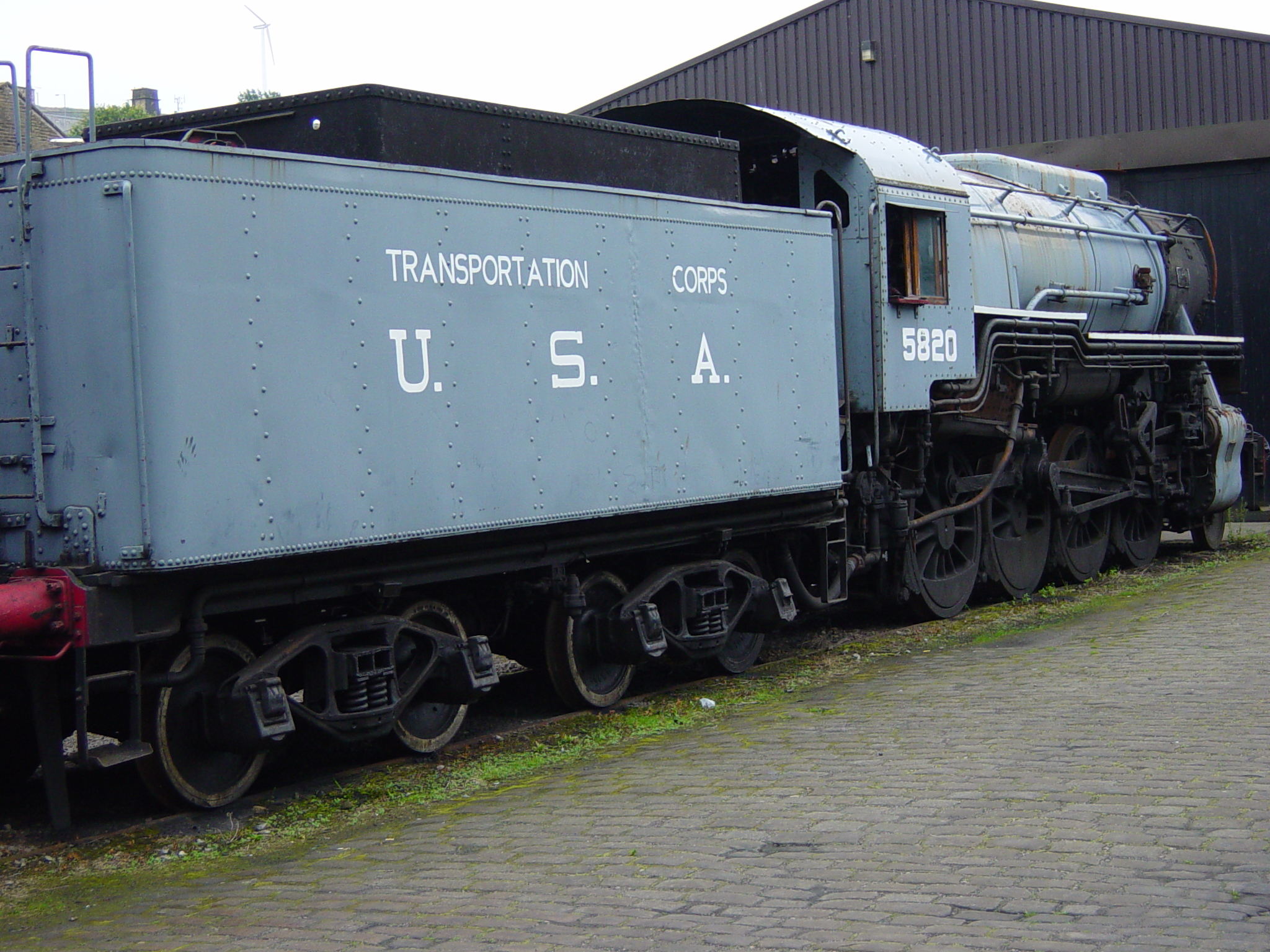
Die bei der Keighley and Worth Valley Railway erhaltene USATC 5820, ex PKP Tr203-474

Die USATC-Klasse S 160 waren Kriegslokomotiven des United States Army Transportation Corps USATC.
Diese Lokomotiven mussten weltweit einsetzbar sein und halten daher die englische Fahrzeugbegrenzungslinie ein, welche für Vollspurbahnen eine der kleinsten ist.
Insgesamt wurden 2120 Stück von Baldwin, ALCO und LIMA gefertigt, womit diese Klasse zu den meistgebauten Lokomotiven der Welt gehört.
Die meisten Maschinen waren kohlegefeuert, einige der zuletzt gebauten ölgefeuert.

## Einsatz der S 160

### Großbritannien
Die ersten Maschinen kamen ab dem 27. November 1942 nach Großbritannien.
Sie wurden leihweise bei den vier großen Eisenbahngesellschaften eingesetzt (174 bei der GWR, 168 bei der LNER, 50 bei der LMS und sechs bei der SR).
Vier Stück fanden beim englischen Militär Verwendung.

### Kontinentaleuropa
Nach der Invasion der Alliierten am 6. Juni 1944 begannen die Lieferungen von Lokomotiven der USATC-Reihe S 160 nach Kontinentaleuropa. Die ersten Maschinen kamen von England, wo sie schon für diesen Zweck vorgehalten worden waren. Die erste Überstellung umfasste 14 Stück, die im Juni 1944 nach Cherbourg kamen.
Da alle Lokomotiven zur Zeit des U-Boot-Krieges per Schiff über den Atlantik transportiert wurden, gingen einige verloren. Bekannt sind 18 Stück, die mit ihren Transportschiffen versenkt wurden.
Nach Ende des Zweiten Weltkrieges wurden Lokomotiven der USATC-Reihe S 160 in vielen Ländern eingesetzt.

### Reihe 140U in Frankreich
Hier waren 121 Lokomotiven vorhanden, sie wurden 1947 an andere Länder weitergeleitet.

### Reihe 736 in Italien
Ab Januar 1944 wurden insgesamt 244 Lokomotiven der Reihe S 160 nach Italien überstellt.
Die Maschinen kamen einerseits aus Nordafrika und andererseits direkt aus den USA.
Nach Ende des Krieges übernahm die FS alle Maschinen als 736.001–248, wobei die Lokomotiven 736.244 bis 248 fünf von sechs Maschinen waren, die im Hafen von Rimini versenkt worden waren, aber gehoben werden konnten. Die sechste Lokomotive wurde als Ersatzteilspender verwendet.
Im zweiten Halbjahr 1959 wurden 25 Stück an die Griechischen Staatsbahnen OSE verkauft.

### Reihe ШAin der Sowjetunion
1943 wurden 200 Lokomotiven der Bauart S 160 in die Sowjetunion geliefert.
Sie wurden als ШA 1–200 (transliteriert ŠA [SchA], wobei „A“ für Amerika stand) bezeichnet.
Sechzig entsprachen eigentlich der Reihe S 166 und fünfzig gehörten zur Reihe S 162, die sich in Details von den S 160 unterschieden.
Sechs Maschinen gingen auf dem Seeweg verloren, eine blieb für Testzwecke in den USA.
Die Lokomotiven wurden bereits passend zur dortigen Breitspur für 1520-mm-Spurweite geliefert, waren aber sonst nicht an die örtlichen Gegebenheiten angepasst, sodass sie bald umgebaut wurden. Dabei erhielten sie unter anderen wetterfeste Führerhäuser.
Die für sowjetische Begriffe leichten Maschinen wurden auf der Oktoberbahn (Oktjabrskaja) zwischen Leningrad, Tallinn und Moskau eingesetzt.
Nach dem Zweiten Weltkrieg dominierten die ШA den Verkehr in Estland, bis sie Mitte der 1950er durch die Lokomotiven der Baureihe ТЭ (TE) in den Verschiebe- und Nebenbahndienst verdrängt wurden. Die letzten der 60 in Estland eingesetzten Lokomotiven standen angeblich noch bis 1968 im Betrieb.
1959 bis 1962 wurden die meisten Lokomotiven nach Nordkorea abgegeben und dafür auf Regelspur (1435 mm) umgespurt.
1957 wurden 50 Maschinen für den Einsatz auf dem kapspurigen Netz von Sachalin auf 1067 mm umgespurt und erhielten die Bezeichnung ШУ (SchU), wobei „U“ vermutlich für Ulan-Ude stand, wo ein Teil der Maschinen umgespurt wurde.

### Reihe 37 in Jugoslawien
Ab 1945 kamen auf Initiative der UNRRA insgesamt 65 Stück S 160 nach Jugoslawien.
Sie wurden als JDŽ 37.001–065 bezeichnet und auf den Strecken Slavonski Brod−Belgrad, Vrpolje−Sarajevo und Sisak−Split eingesetzt.
Eine weitere S 160 (USATC 3242) kam ebenfalls nach Jugoslawien.
Die Lokomotiven wurden Ende der 1960er Jahre wegen Kesselschäden ausgeschieden.

### Reihe 956 in Österreich
Nach dem Zweiten Weltkrieg übernahmen die ÖBB 30 Lokomotiven der Klasse S 160 vom USATC. Die 30 Maschinen wurden von der ÖBB als 956.01–16 und 956.117–130 eingereiht. Dabei bezeichnete die Unterbaureihe 956.1 gegenüber der Reihe S 160 unveränderte Lokomotiven, während die anderen 16 Maschinen den österreichischen Gepflogenheiten angepasst wurden und etwa größere Führerhäuser bekamen. Da sich die „Klapperschlangen“ – wie sie genannt wurden – nicht wirklich bewährten, wurden die meisten Vertreterinnen der Reihe 956 bereits 1955 ausgemustert. Die 956.129 folgte 1956. Die 956.130 wurde 1955 zur Vorheizanlage Vz 900735, die 956.14 erst 1957 zur Vz 0 1026. Letztere war in Attnang-Puchheim stationiert und wurde erst 1971 als solche ausgemustert.

### Die S 160 in Deutschland
1947 waren 40 Lokomotiven der Reihe S 160 von Bremen aus bei der Deutschen Reichsbahn unterwegs, insgesamt fuhren etwa 200 Lokomotiven. Neben Bremen (Hbf und Vbf) waren sie in Koblenz-Lützel und Mainz-Bischofsheim stationiert. Sie erhielten keine DR-Betriebsnummern, weil sie für die United Nations Relief and Rehabilitation Administration (UNRRA) verkehrten. Nach dem Ende dieses Einsatzes wurden sie nach Ungarn überstellt.

### Reihe Θγ in Griechenland
1947 kamen 27 Lokomotiven nach Griechenland.
Sie wurden von der SEK als Θγ 521–537 (Thg) und 551–560 bezeichnet, wobei erstere kohle-, letztere ölgefeuerte Maschinen waren.
Die während der zweiten Jahreshälfte 1959 von Italien nach Griechenland verkauften 25 Lokomotiven bekamen die Ordnungsnummern 571–595.

### Reihe 45 in der Türkei
1947 kamen 50 Lokomotiven in die Türkei.
Sie wurden als TCDD 45 171–220 bezeichnet und geringfügig umgebaut.
So wurde die Luftpumpe an der Seite der Rauchkammer positioniert und die Rauchkammertür verändert.
Sie waren bis Ende der 1980er Jahre im Einsatz.
Zwei Maschinen kamen in Militärdienste.

### Reihe 456.1 in der Tschechoslowakei
Auch die Tschechoslowakische Staatsbahn ČSD übernahm nach dem Zweiten Weltkrieg 80 Lokomotiven der Klasse S 160 als Wiederaufbauhilfe von der USATC und ordnete sie in die Reihe 456.1 ein. Die Lokomotiven wurden in den Depots Brno, Olmütz und Bratislava beheimatet und vor allem vor schweren Güterzügen eingesetzt. Ende der 1960er Jahre mussten die meisten Lokomotiven wegen Kesselschäden abgestellt werden. Die letzte 456.1 schied 1973 aus dem Betriebsdienst aus.

### Reihe 411 in Ungarn

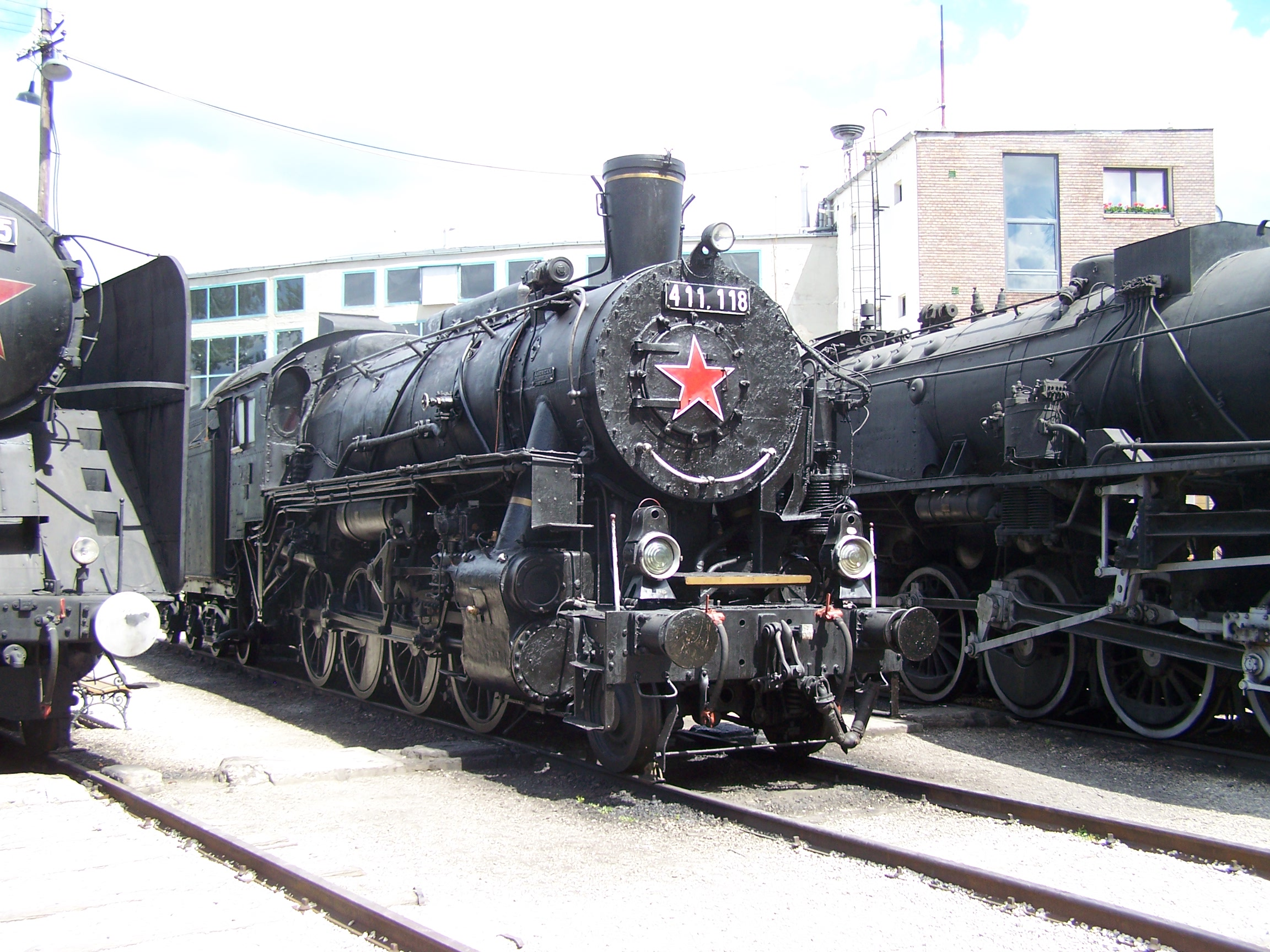
Erhaltene MÁV Lokomotive 411,118 in Magyar Vasúttörténeti Park

Die MÁV beschaffte 1947 aus amerikanischen Beständen 510 Lokomotiven der USATC-S 160, die sie als Reihe 411 bezeichnete. 483 Maschinen wurden in Dienst gestellt, die übrigen dienten als Ersatzteilspender.
Die Maschinen wurden nicht als kurzfristige Aushilfe angesehen, sondern sollten den Güterverkehr für zwei Jahrzehnte bewältigen. Daher entschloss man sich zu großzügigen Umbauten entsprechend den ungarischen Gegebenheiten. So erhielten etwa die Stehkessel bewegliche Stehbolzen, Blasrohr und Schornstein wurden gegen ungarische Fabrikate getauscht, die MÁV-Einheitsrauchkammertüren wurden eingebaut, der Umsteuerungshebel gegen eine Steuerspindel getauscht und die Tenderräder durch bessere ersetzt. Zusätzlich wurden eine ungarische Speisewasserbehandlung und das Zirkulationsverfahren installiert, womit der Kessel geschont werden konnte.

### Reihen Tr201 und Tr203 in Polen

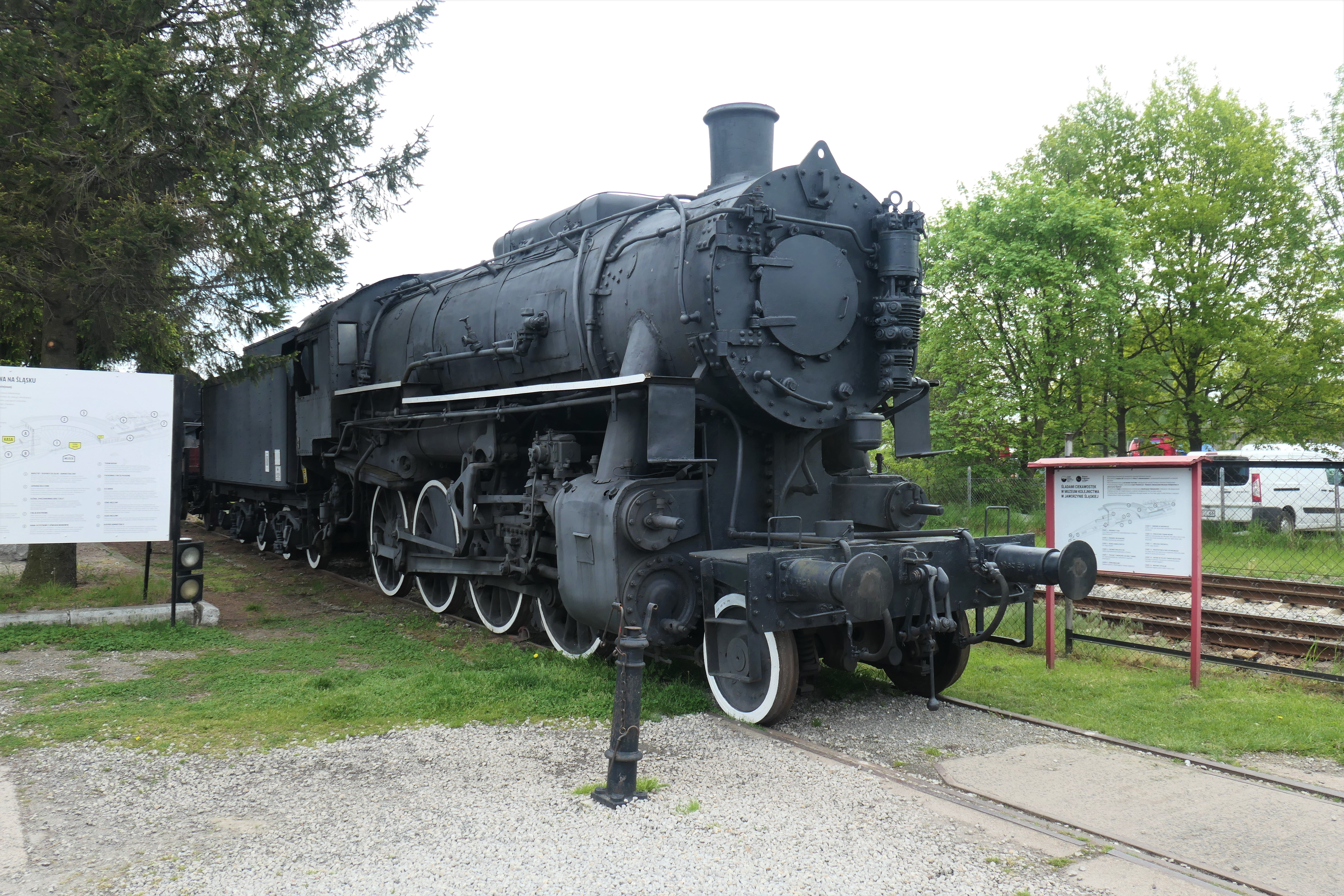
Tr203-296, eine USATC-S 160 von USATC im Eisenbahnmuseum Jaworzyna Śląska

Von Juli 1946 bis Oktober 1947 erhielt die Polnische Staatsbahn PKP 575 Lokomotiven der Reihe S 160.
Die ersten 75 Maschinen kamen auf Initiative der UNRRA und erhielten die Betriebsnummern Tr201-1 bis 75. Die restlichen kamen direkt vom USATC und wurden als Tr203-1 bis 500 bezeichnet, obwohl es keine Unterschiede zu den erstgelieferten Maschinen gab.
Die Lokomotiven wurden geringfügig umgebaut (Schornsteinhöhe) und vor Güterzügen eingesetzt. Als die PKP Mitte der 1950er Jahre bemerkte, dass sich der Zustand der Kessel ihrer Baureihe Ok22 zunehmend verschlechterte, beschloss sie, die noch in gutem Zustand befindlichen Kessel der Tr203 für die Ok22 zu verwenden und die somit kessellosen Tr203 mit kleineren Kessel auszurüsten. Auf diese Art wurden zwei Ok22 zu Ok55 und eine ehemalige Tr203 zu einer Tenderlokomotive TKr55 umgebaut.
Möglicherweise erhielt die PKP auch noch 30 weitere S 160 als Ersatzteilspender.

### Baureihe KD6 in China
Die chinesische Staatsbahn besaß 40 Loks dieser 2-8-0-Baureihe, die nach dem Zweiten Weltkrieg von der UNRRA aus den USA importiert wurden. Die Tender dieser Lokomotiven fassten 10 t Kohle und 24,5 m³ Wasser. Die meisten waren in der Kohleindustrie von Manchuria eingesetzt und wurden in den frühen 90er Jahren ausgemustert. Zum Teil wurden sie auch von der SY verdrängt. Nur die spätere Museumslok KD6 487 wurde bis Ende der 90er Jahre in der Kohlegrube von Pingzhuang eingesetzt. Bis in die Jahre 2005/2006 war sie betriebsfähige Museumslok und fuhr auch gemeinsam mit der YJ 269 den ersten, offiziellen Dampflok-Museumszug Chinas. Heute ist sie im Museum von Daqing ausgestellt und ist sie die einzige verbliebene Lok ihrer Baureihe in China.

### Reihe AWC in Indien
60 Exemplare wurden in Einzelteilen zerlegt nach Indien geliefert und dort auf die indische Breitspur umgebaut. Es handelte sich um die USATC-Nummern 3433–3492 (Baldwin 70390–70449, 1944). 14 Maschinen kamen zur East Indian Railway, wo sie die Nummern 22601–22614 erhielten und 46 zur South Indian Railway mit den Nummern 22615–22660.

### Die S 160 in den USA
Sieben Lokomotiven blieben in den USA.
Nach dem Zweiten Weltkrieg kamen zwölf Stück nach Alaska, wobei auch zwei aus Europa zurückkehrten. Sechs dieser zwölf Maschinen blieben bis 1955 in Betrieb.
1958 wurden fünf Lokomotiven aus Alaska an die Ferrocarril de Langreo nach Spanien verkauft. Darunter befand sich auch eine Maschine, die schon einmal in Europa war. Sie ist die einzige Lokomotive dieser Type, die den Atlantik dreimal überquerte.

### Die S 160 in anderen Staaten
Neben den oben genannten kamen S 160 auch noch nach Südkorea (101 Stück), Tunesien (6 Stück), Algerien (25 Stück), Marokko (4 Stück) und Jamaika (2 Stück als USATC-Klasse S 161). Zehn Lokomotiven kamen nach Mexico (Reihe GR-28), zwei nach Peru (Reihe 80).

## Konstruktive Merkmale
Die Lokomotiven hatten eine stählerne Feuerbüchse. Der Kessel war vorn und hinten auf dem Rahmen fixiert. Die Lokomotiven konnten am Kessel angehoben werden, was das Verladen mit Kränen deutlich erleichterte. Ursprünglich verfügten sie wegen der abweichenden nordamerikanischen und britischen Normen nur über eine Lokomotiv- und keine Zugbremse. Obwohl zur Bauzeit in Nordamerika bei Dampflokomotiven bereits Rollenlager üblich waren, erhielten die Maschinen der Reihe S 160 Gleitlager als Achs- und Stangenlager. Die Kopfstücke der Lokomotiven und Tender wurden auf den Einbau unterschiedlicher Kupplungsbauarten und -höhen ausgelegt.
Durch die für eine schnelle Herstellung gedachte sparsame Konstruktion kam es in manchen Bereichen zu Problemen. Die Lokomotiven hatten nur einen Wasserstandsanzeiger. Das führte bei Fehlanzeigen mehrfach zu Kesselexplosionen.

## Erhaltene S 160
Folgende S 160 sind erhalten geblieben:
- UK (USATC 5820, ex PKP Tr203-474) bei der Keighley and Worth Valley Railway
- UK (USATC 3383) bei der Mid Hants Railway
- UK (USATC 2089, ex PKP Tr203-288) bei der North Yorkshire Moors Railway
- UK (USATC 1631, ex MÁV 411.388) bei der East Lancashire Railway
- UK (USATC 5197, ex CR KD6 463)
- TCCD 45172
- MÁV 411.118 (ex USATC 3540)
- MÁV 411.264 (ex USATC 2781)
- MÁV 411.358 (ex USATC 1613)
- PKP Tr201-51
- PKP Tr203-296 (ex USATC 2438, ALCO 70787, 1943)
- USA: Museum Fort Eustis (Virginia)
- USA: Alaska Railroad 577 (wird aufgearbeitet (2017))
- CR: KD6 487

Insgesamt sind noch etwa 30 Lokomotiven erhalten.